# 衛元嵩
衛元嵩（?—?），四川成都人，祖籍河東。北周道士、政治人物。後稱惠应希微真人。著有《元包经》十卷、《齊三教論》七卷。

## 簡介
後梁佛教沙門，後還俗，改宗道教，成為道士。通陰陽之學、历法，善诗赋。
于天和二年（567年）以「黃老之微言」，上书北周武帝，抨击佛教僧侶之奢华与违法，斥佛法皆空言，受到武帝寵信，賜為公爵，封蜀郡公，持節。武帝尊禮，不敢臣之。又与道士张宾合伙煽动反佛，導致後來的北周武帝滅佛。
可是好景不長，北周武帝滅佛時，一併打擊道教，也命衛元嵩還俗，衛元嵩始料未及。